# ФК Гретна
ФК „Гретна“ (на английски: Gretna Football Club) е футболен клуб от град Гретна, област Дъмфрийс анд Голоуей, Шотландия.
Той печели промоция през 2007 г. и играе в Шотландска премиър лига през сезон 2007/08. Благодарение на Брукс Майлсън, собственика на ФК Гретна който внася големи суми в клуба, Гретна успява да се изкачи от аматьорската Северна Висша лига до Шотландска премиър лига за 5 години.

## Сезон 2006/2007
През сезон 2006/07 Гретна играе в Шотландска Първа Дивизия, след като лесно спечелва Шотландска Втора Дивизия през сезон 2005/06. На 28 април 2007 си осигурява влизане в Шотландска премиър лига с гол в последната минута, осигуряващ му титлата. Взима участие в квалификационните кръгове за Купа на УЕФА, след като е на финал за Купа на Шотландия.
Първият мач за Купа на УЕФА е срещу ФК Дери Сити от Ирландия. Гретна пада с 5:1 у дома, вторият мач в Ирландия завършва 2:2 и отпада от турнира.
През сезон 2007/2008 отборът на Гретна завършва на последното 12-о място в шотландската Висша лига, но изпадането в Първа дивизия се оказва проблем. Дни преди да завърши първенството, тимът на Гретна е изхвърлен в Трета дивизия заради липсата на финансиране. Дотам се стига, след като собственикът Брукс Майлсън влиза в болница и е в невъзможност да плаща разходите.
Клубът е ликвидиран, мястото му в професионалната лига е заето от отбора от съседния град ФК Анан Атлетик. Стадион „Рейдъл Парк“ е продаден с цел погасяване на дълговете.
40 дни по-късно обаче Гретна е възстановен, вече под името ФК Гретна 2008. Това се случва благодарение на феновете, които събират пари и възстановяват клуба.
От новия сезон 2008/2009 отборът на Гретна играе в Източната шотландска лига, но в нейната първа дивизия, реално 6-о ниво на футбола в страната.

## Състав за сезон 2007/2008
- MF Райън Балдачино
- DF Крейг Бар
- FW Дейвид Бингъм
- DF Марк Бърч
- DF Мартин Канинг
- DF Дейвид Коуън
- FW Кени Дюшар
- MF Ники Девердикс
- GK Грег Флеминг
- FW Джеймс Грейди
- FW Дейвид Греъм
- DF Даниъл Грейнджър
- MF Найъл Хендерсън
- MF Стивън Хог
- DF Крис Инес
- MF Алън Дженкинс
- GK Дейвид Матийсън
- MF Брендън Макгил
- MF Райън Макгъфи
- FW Фрейзър Макларън
- FW Колин Макменамин
- MF Пол Мъри
- MF Ерик Паарталу
- MF Гавин Скелтън